# Stanisław Szczepański (malarz)

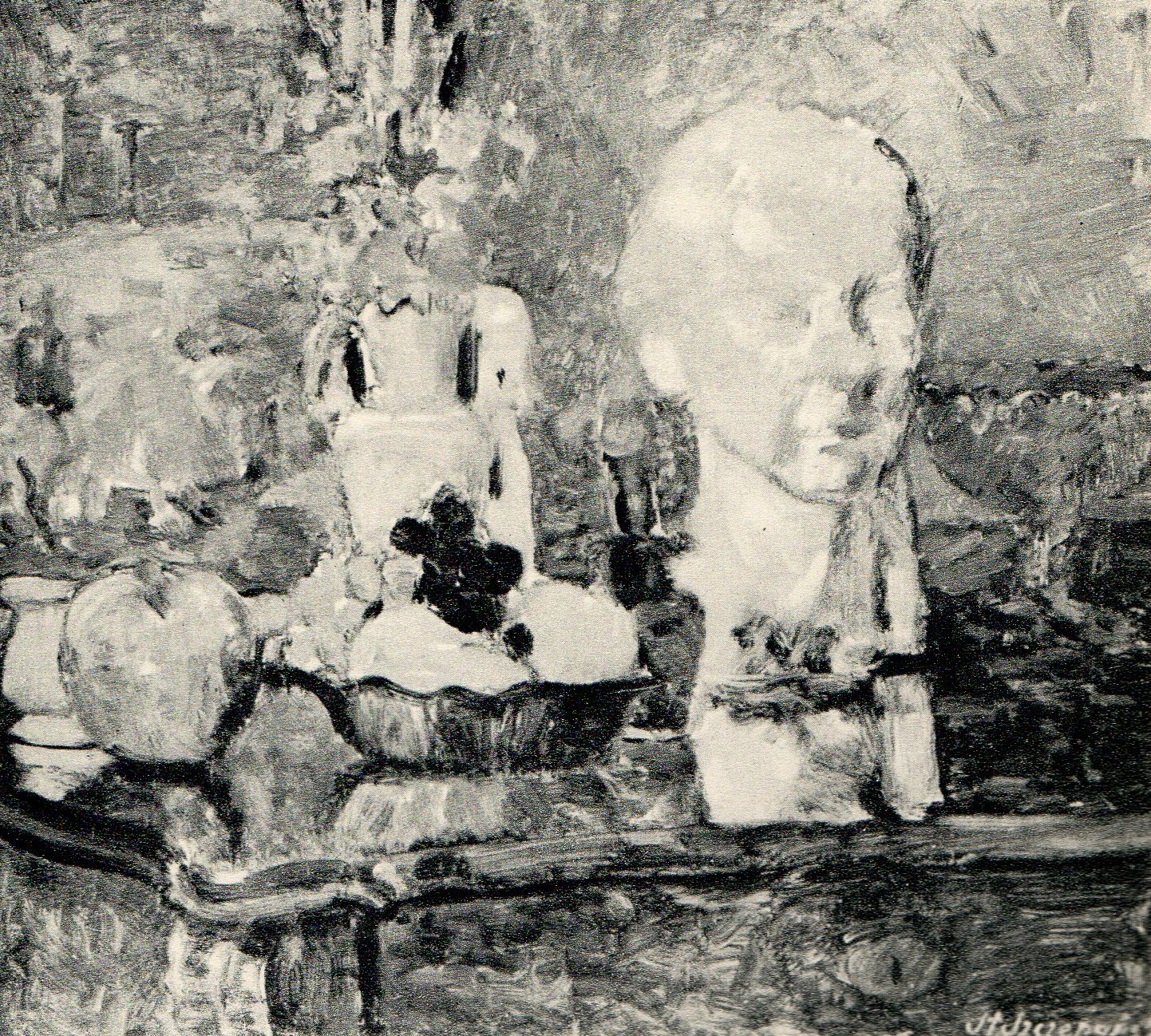
Martwa natura z rzeźbą (1954)

Stanisław Wojciech Szczepański (ur. 2 marca 1895 w Ropczycach, zm. 14 grudnia 1973 w Warszawie) – polski malarz i pedagog.

## Życiorys
Urodził się w rodzinie Włodzimierza Szczepańskiego h. Dołęga (1864–1919) i Jadwigi ze Stanków (1872–1930). Naukę rysunku rozpoczął w C. K. Gimnazjum w Jaśle u Apolinarego Kotowicza. W tej szkole zdał maturę w 1913. Od 1913 przez dwa lata studiował na Wydziale Architektury na Politechnice w Wiedniu, naukę kontynuował na Wydziale Filozoficznym Uniwersytetu Jagiellońskiego, a od 1919 przez sześć lat studiował w krakowskiej Akademii Sztuk Pięknych w pracowniach Wojciecha Weissa i Teodora Axentowicza. Równolegle w ramach Warsztatów Krakowskich tworzył dekoracje dla tamtejszych teatrów. W 1929 wyjechał do Paryża i przez rok uczył się w działającej tamtejszej ekspozyturze uczelni u Józefa Pankiewicza. Artystycznie związał się z kapistami i należał do grupy malarskiej „Komitet Paryski”. Podróżował po Francji aby tworzyć w plenerze, w 1930 odwiedził Bretanię, a rok później do Lotaryngii. Do Polski powrócił w 1932 i wystawiał swoje prace w Instytucie Propagandy Sztuki razem z kapistami. Został wówczas sekretarzem Związku Zawodowego Polskich Artystów Plastyków i publikował swoje felietony na łamach „Głosu Plastyków”. W 1937 wyjechał do Krzemieńca, gdzie uczył w tamtejszym liceum do wybuchu II wojny światowej.
Podczas okupacji wykładał na kompletach konspiracyjnych malarstwo i sztukę.
W 1945 został profesorem Wyższej Szkoły Sztuk Plastycznych w Poznaniu, w 1949 przeniósł się do Warszawy, gdzie został profesorem zwyczajnym na Akademii Sztuk Pięknych i prowadził zajęcia dla studentów i nauczycieli. W spoczynku przeszedł w 1965.
Od 1928 był mężem Anny Danuty z Czerwińskich (1903–1993), z którą mią synów: Teodora (1933–1968), poetę, i Jana Jakuba (ur. 1938).
Zmarł w Warszawie, pochowany na cmentarzu Powązkowskim (kwatera 273-6-19).
Do twórczości Stanisława Szczepańskiego należało malarstwo sztalugowe, malował również martwe natury, pejzaże i portrety oraz sceny rodzajowe i malarstwo ścienne. Jego obrazy powstawały poprzez zastosowanie techniki olejnej, tempery, akwareli i gwaszu. Tworzył również scenografie teatralne. Swoją wiedzę zawarł w wydanej w 1957 książce „Rysunek i malarstwo, wskazówki dla artystów amatorów”.

## Ordery i odznaczenia
- Złoty Krzyż Zasługi (11 lipca 1955)[4]
- Medal 10-lecia Polski Ludowej (19 stycznia 1955)[5]